# Валуцкий, Владимир Иванович
Влади́мир Ива́нович Валу́цкий (25 сентября 1936, Москва — 14 апреля 2015, там же) — советский и российский киносценарист. Заслуженный деятель искусств РСФСР (1987).

## Биография
Родился 25 сентября 1936 года в семье Ивана Ивановича (Яновича) и Галины Васильевны Валуцких. Отец по происхождению поляк, вместе со своей матерью Марией Ивановной и братом Стефаном переехал из Польши в Москву с началом Первой мировой войны. Получил профессию инженера, строил аэродромы во время Великой Отечественной войны, работал в министерствах и Госплане СССР, до конца жизни оставался беспартийным. Дед Ян Игнатьевич работал машинистом, умер вскоре после рождения сына. Мать Галина Васильевна (в девичестве Колчева) была домохозяйкой. Её отец Василий Алексеевич был родом из Рязанского уезда Рязанской губернии, из села по соседству с Сергеем Есениным. После переезда в Москву работал бухгалтером. Бабушка Иулитта (в обиходе Ульяна) Ивановна Рахманова родилась в Тульской губернии. После смерти матери и гибели отца-шахтёра была направлена в Москву для обучения золотшвейному делу.
В 1954 году поступил на сценарный факультет Всесоюзного государственного института кинематографии (мастерская Евгения Габриловича). В 1958 году исключён из комсомола и отчислен из института за участие в студенческом капустнике, на котором пародировал фильмы о Ленине. Впоследствии восстановлен на заочном отделении ВГИКа, которое окончил в июне 1963 года.
В 1966 году по его сценарию режиссёр-дебютант Виталий Мельников снял фильм «Начальник Чукотки», имевший огромный успех. В 1970 году вышел ещё один их совместный фильм «Семь невест ефрейтора Збруева», также ставший большим успехом советского проката.
Плодотворное сотрудничество связывало Владимира Валуцкого и режиссёра Игоря Масленникова: «Ярославна, королева Франции» (1978) и «Зимняя вишня» (1985) привлекли миллионы кинозрителей. На «Зимнюю вишню» было продано 32 млн билетов, были сняты два одноимённых продолжения.
Особую любовь зрителей заслужил утончённо-эстетский сериал о Шерлоке Холмсе.
Владимир Валуцкий адаптировал для телевидения истории английской писательницы Памелы Трэверс о Мэри Поппинс, сделав из них фильм-мюзикл «Мэри Поппинс, до свидания!» вместе с режиссёром Леонидом Квинихидзе и композитором Максимом Дунаевским.
Для режиссёра Станислава Говорухина были написаны сценарии «Благословите женщину» и «Не хлебом единым».
Как считает киновед Любовь Аркус, Владимир Валуцкий «постоянно тренировал в себе мышцу профессионализма, ремесла. И именно поэтому он один из немногих, кто сумел адаптироваться к новому времени, стать автором амбициозных телевизионных проектов». По сценариям Валуцкого были поставлены сериалы «Диверсант» и «Есенин», художественный фильм «Шпион» и многосерийный фильм «Адмиралъ».
Последней работой Валуцкого стал сценарий фильма «Лев Яшин. Вратарь моей мечты» о легендарном вратаре московского «Динамо» и сборной СССР.
В 1990—1995 годах Валуцкий руководил сценарной мастерскую во ВГИКе.
Написал также сценарии нескольких мультфильмов (среди которых «Пёс в сапогах», остроумная пародия на «Трёх мушкетёров») и детскую книжку «Тасманиец Ромуальд».
Жена — актриса Алла Демидова, с которой Владимир Валуцкий прожил 54 года. Дочь — Александра Валуцкая, журналист.
Владимир Иванович Валуцкий скончался 14 апреля 2015 года в Москве на 79-м году жизни после тяжёлой болезни. Похоронен на Троекуровском кладбище в Москве.

## Фильмография

### Сценарист
- 1965 — Комэск (короткометражный) с М.Коршуновым
- 1966 — Начальник Чукотки с В. Викторовым
- 1967 — Тихая Одесса
- 1969 — Завтра, третьего апреля…
- 1970 — Семь невест ефрейтора Збруева
- 1972 — Командир счастливой «Щуки» с А. Молдавским, Б. Волчеком
- 1972 — Ты враг или друг? (мультфильм)
- 1973 — Города и годы с А. Зархи
- 1973 — Песня о дружбе (мультфильм) с О. Захером, К. Бенкертом
- 1973 — Сокровища затонувших кораблей (мультфильм)
- 1974 — Какая у вас улыбка
- 1975 — В порту (мультфильм) с С. Козловым
- 1975 — Концерт для двух скрипок с М. Коршуновым
- 1976 — Повесть о неизвестном актёре
- 1976 — День семейного торжества с В. Викторовым
- 1976 — Переменка № 1 с Е. Гамбургом
- 1978 — Ярославна, королева Франции
- 1978 — Зимний отпуск
- 1978 — В ночь лунного затмения
- 1979 — Летние гастроли с Аркадием Локтевым
- 1980 — Дознание пилота Пиркса с М. Пестраком
- 1980 — Приключения Шерлока Холмса и доктора Ватсона (серии «Король шантажа», «Смертельная схватка», «Охота на тигра»)
- 1981 — В небе «Ночные ведьмы» с Е. Жигуленко
- 1981 — Пёс в сапогах (мультфильм)
- 1983 — Мэри Поппинс, до свидания
- 1984 — То ли птица, то ли зверь (мультфильм)
- 1984 — Чужая жена и муж под кроватью
- 1985 — Чужие здесь не ходят с П. Финном
- 1985 — Зимняя вишня
- 1986 — Там, где нас нет
- 1986 — Путешествие мсье Перришона
- 1987 — Первая встреча, последняя встреча
- 1987 — Заклятие долины змей с В. Нижиньским, М. Пестраком
- 1988 — Продление рода с Сергеем Алексеевым
- 1990 — Нет чужой земли (телефильм)
- 1990 — Зимняя вишня — 2
- 1990 — Человек из чёрной «Волги»
- 1991 — Белые ночи
- 1993 — Серые волки
- 1994 — Сон в начале тумана
- 1994 — Серп и молот с С. Ливневым
- 1995 — Зимняя вишня — 3
- 1998 — Незнакомое оружие, или Крестоносец 2
- 1999 — Под Луной
- 2000 — Воспоминания о Шерлоке Холмсе (телесериал) с Ю. Дунским, В. Фридом, И. Масленниковым
- 2001 — 2003 — Ниро Вульф и Арчи Гудвин
- 2002 — Прикованный
- 2003 — Благословите женщину
- 2003 — Хорошо забытое старое (мультфильм)
- 2004 — Диверсант
- 2005 — Эшелон
- 2005 — Не хлебом единым
- 2005 — Есенин
- 2007 — Диверсант 2: Конец войны
- 2008 — Адмиралъ
- 2009 — Адмиралъ (сериал)
- 2009 — Взятки гладки
- 2009 — Банкрот
- 2012 — Шпион
- 2012 — Пираты Эгейского моря / Ο Θεός αγαπάει το χαβιάρι (Греция/Россия)

### Актёрские работы
1. 1975 — Концерт для двух скрипок
2. 1984 — Колье Шарлотты — Пачински

## Награды и премии
- Заслуженный деятель искусств РСФСР (1987).
- Кинопремия «Золотой орёл» (номинант в номинации «Лучший сценарий», 2009) — за сценарий к историко-художественному фильму «Адмиралъ» (в соавторстве с Зоей Кудря)[8].

## Книги
- Валуцкий В. И. Три Ярославны. — СПб.: Азбука, 1997. — 384 с. — (Отечество). — ISBN 5-7684-0493-7.
- Валуцкий В. И. Первая встреча, последняя встреча… / Под ред. Л. Ю. Аркус. — СПб.: Сеанс; Амфора, 2008. — 496 с. — ISBN 978-5-367-00672-8.
- Валуцкий В. И. Тасманиец Ромуальд. — СПб.: Амфора, 2012. — 128 с. — ISBN 978-5-367-02186-8.

## Публикации
- Владимир Валуцкий. Женщина с собачкой. Сценарий // Искусство кино : журнал. — 2005. — № 12.
- Владимир Валуцкий. Записная книжка студента // Сеанс : журнал. — 2010. — № 41/42.
- Владимир Валуцкий. Бейкер-стрит на Петроградской (предисловие к книге И. В. Масленникова). Сеанс (7 ноября 2007). Дата обращения: 15 апреля 2015.
- Владимир Валуцкий. Грибной год. Сценарий // Искусство кино : журнал. — 2014. — № 7.